# Пригородное железнодорожное сообщение в Северной Америке
Пригородное железнодорожное сообщение — вид железнодорожного транспорта в США, Канаде и Мексике. Английское название систем такого типа, англ. commuter rail происходит от слова commuting — маятниковая миграция (регулярные поездки между местом работы/учёбы и жительства).

## Описание
Системы типа Commuter rail отличаются, с одной стороны, от систем тяжёлого метрополитена (Rapid transit) и от систем скоростного трамвая/легкорельсового транспорта/лёгкого метрополитена (Light rail), с другой.
Системы Commuter rail используют, как правило, железные дороги, арендованные или выкупленные у частных железнодорожных компаний. На многих системах Commuter rail используется дизельная тяга (мотовагонная или локомотивная), но есть и электрифицированные системы.
Самый протяжённый в США пригородный пассажирский маршрут — от Пенсильванского вокзала Нью-Йорка до станции Монтаук на острове Лонг-Айленд  Архивная копия от 1 февраля 2018 на Wayback Machine. Длина - 186 км.

## История
Пригородное железнодорожное сообщение, как и пассажирское сообщение в США вообще, пришло в упадок после Второй мировой войны. Кризис пригородного железнодорожного сообщения приходился на 1950-е — 1980-е годы. Позднее начался рост популярности этого вида общественного транспорта. С тех пор было открыто много новых систем Commuter rail, в том числе в городах, ранее полностью лишившихся железнодорожного сообщения.

## Список систем

### США
| Город(а)/регион                                                     | Название системы                                                            | Электрификация | Год открытия |
| ------------------------------------------------------------------- | --------------------------------------------------------------------------- | -------------- | ------------ |
| Альбукерке/ Нью-Мексико                                             | New Mexico Rail Runner Express (:en)                                        | нет            | 2006         |
| Бостон/ Массачусетс                                                 | MBTA Commuter Rail (:en)                                                    | нет            | 1973         |
| Чикаго, Иллинойс                                                    | Metra (:en)                                                                 | частично       | 1984         |
| Чикаго/ Иллинойс                                                    | South Shore Line (NICTD) (:en)                                              | да             | 1903         |
| Даллас, Форт-Уэрт/ Техас                                            | Trinity Railway Express (:en)                                               | нет            | 1996         |
| Лос-Анджелес, Санта-Ана, Сан-Бернардино/ Калифорния                 | Metrolink (:en)                                                             | нет            | 1992         |
| Майами, Форт-Лодердейл, Уэст-Палм-Бич/ Флорида                      | Tri-Rail (:en)                                                              | нет            | 1987         |
| Миннеаполис, Сент-Пол/ Миннесота                                    | Northstar Commuter Rail (:en)                                               | нет            | 2009         |
| Нашвилл/ Теннесси                                                   | Music City Star (:en)                                                       | нет            | 2006         |
| Нью-Хейвен, Стэмфорд, Нью-Лондон/ Коннектикут                       | Shore Line East (:en)                                                       | да             | 1990         |
| Нью-Йорк, Трентон, Филадельфия, Атлантик-Сити/ Нью-Джерси           | New Jersey Transit Rail Operations (подразделение Нью-Джерси транзит) (:en) | частично       | 1983         |
| Нью-Йорк, Лонг-Айленд/ Нью-Йорк                                     | Long Island Rail Road (:en)                                                 | да             | 1834         |
| Нью-Йорк, Нью-Хейвен, Покипси, Коннектикут                          | Metro-North Railroad (:en)                                                  | частично       | 1983         |
| Филадельфия, Огден/ Юта                                             | SEPTA Regional Rail (:en)                                                   | да             | 1983         |
| Солт-Лейк-Сити, Огден/ Юта                                          | FrontRunner (:en)                                                           | нет            | 2008         |
| Сан-Диего/ Калифорния                                               | Coaster (:en)                                                               | нет            | 1995         |
| Сан-Франциско, Сан-Хосе/ Калифорния                                 | Caltrain (:en)                                                              | частично       | 1987         |
| Сан-Хосе, San Joaquin County, California, округ Аламида/ Калифорния | Altamont Commuter Express (:en)                                             | нет            | 1998         |
| Сиэтл, Такома/ Вашингтон                                            | Sounder commuter rail (:en)                                                 | нет            | 2000         |
| округ Вашингтон (окрестности Портленда)/ Орегон                     | Westside Express Service (:en)                                              | нет            | 2009         |
| Вашингтон, Балтимор/ Мэриленд, Западная Виргиния                    | MARC Train (:en)                                                            | Частично       | 1984         |
| Вашингтон/ Виргиния                                                 | Virginia Railway Express (:en)                                              | нет            | 1992         |
| Остин/ Техас                                                        | Capital MetroRail (:en)                                                     | нет            | 2010         |

### Канада
| Город(а)/регион               | Название системы                              | Электрификация | Год открытия |
| ----------------------------- | --------------------------------------------- | -------------- | ------------ |
| Монреаль/ Квебек              | Agence métropolitaine de transport (:en, :fr) | нет            | 1996         |
| Торонто, Гамильтон/ Онтарио   | GO Transit (:en, :fr)                         | нет            | 1967         |
| Ванкувер/ Британская Колумбия | West Coast Express (:en)                      | нет            | 1995         |

### Мексика
| Город(а)/регион                                                    | Название системы                                        | Электрификация | Год открытия               |
| ------------------------------------------------------------------ | ------------------------------------------------------- | -------------- | -------------------------- |
| Сьюдад-де-Мехико штат Мехико                                       | Пригородная железная дорога Долины Мехико (англ., исп.) | нет            | 2008                       |
| Сьюдад-де-Мехико штат Мехико                                       | El Insurgente                                           | нет данных     | 2023                       |
| Сьюдад-де-Мехико штат Мехико штат Идальго штат Керетаро            | Железная дорога Мехико—Сантьяго-де-Керетаро             | да             | 2028 (строится)            |
| штат Халиско                                                       | Пригородная железная дорога Гвадалахары                 | нет данных     | нет данных (проектируется) |
| штат Кинтана-Роо штат Юкатан штат Табаско штат Кампече штат Чьяпас | Поезд Майя                                              | нет данных     | 2023                       |